# Cheval en Moldavie
Le cheval en Moldavie (roumain : cal) est surtout représenté par l'élevage de la race commune nationale, le Moldave. 

## Histoire
Des restes de chevaux préhistoriques ont été retrouvés sur le territoire de l'actuelle Moldavie. Le seul cheval jamais rapporté du Badénien supérieur en Moldavie est Anchitherium aurelianense, trouvé dans des dépôts marins à Miorcani.
Par la suite, le territoire moldave se trouve parmi les premiers où soient connu le cheval domestique aux débuts de la domestication,.
La viande de cheval est couramment consommée au Moyen Âge, bien que cet animal soit assez rare.

## Pratiques et usages
Les chevaux attelés servent au transport dans les zones rurales.

## Élevage
La base de données DAD-IS identifie deux race de chevaux élevé actuellement ou par le passé sur le territoire de la Moldavie : le Moldave et le Trait soviétique.

## Culture
L'art moldave compte des carreaux de poêle médiévaux dépeignant Saint Georges.